# Hayrettin Erkmen
Hayrettin Erkmen né en 1915 à Tirebolu (Empire ottoman) et mort le 18 mai 1999 à Istanbul, est un homme politique turc.
Il est diplômé de la faculté des sciences politiques de l'Université d'Ankara, Il fait son doctorat dans la faculté de l'économie de l'Université de Genève. Il est assistant de la faculté de l'économie de l'Université d'Istanbul, puis maître de conférences à l'école supérieure de la gestion et de l'économie de Galatasaray. Il est membre de l'assemblée d'administration de la Banque centrale de la république de Turquie.
Il est député de Giresun sur la liste de DP entre 1950-1960. Il est ministre du travail (1953-1955 et 1957-1958), ministre de l'économie et de la commerce (1958-1960) et ministre de la reconstruction et du logement (1959-1960) dans les gouvernements de premier ministre Adnan Menderes. Entre 1956-1957 il est le président du groupe DP dans la Grande Assemblée nationale de Turquie. Après le Coup d'État de 1960 il est condamné à 10 ans de prison mais avec la grâce il sort de la prison en 1964. Il est élu sénateur de Giresun sur la liste de la parti de la justice en 1975.
Il est ministre des affaires étrangères entre 1979-1980. Il doit démissionner en 1980, après la motion de censure mené par le MSP.
Après la refondation de la parti démocrate, il est élu le président de cette parti en 1992 mais perd ce poste en 1994 au profit de Aydın Menderes qui est le fils cadet d'Adnan Menderes.